# Fafner
Fafner er en mægtig drage fra den nordiske mytologi. Den vogter nidkært over en stor skat, og dens blod er giftigt. Fafner bliver til sidst slået ihjel af helten Sigurd Fafnersbane med sværdet Gram.
Fafner var en dværg, der af ringen Andvarenaut blev forvandlet til en drage.
Han er søn af Reidmar og bror til Odder og Regin. Engang blev Odder slået ihjel af Loke, og de tre dværge ville som hævn dræbe Loke, Odin og Høner. Odin forklarede at Loke ikke havde vidst at Odder var andet end et dyr, og han bad for deres liv. Reidmar ville skåne deres liv, hvis de fyldte Odders skind med det pureste guld.
Loke blev sendt af sted, mens Odin og Høner blev holdt som gidsler hos dværgene. Loke fandt guldet og stjal det fra dværgen Andvare. Der var tilstrækkeligt med guld til at fylde skindet og endda også dække det. Reidmar var tilfreds, og aserne blev sluppet fri.
Inden de forlod dværgene advarede Loke Reidmar om, at der i skindet lå en guldring, Andvarenaut, som var forbandet, og at forbandelse ramte dens ejermand. Reidmar var ligeglad, men advarslen viste sig at være berettiget. Reidmar blev dræbt af Fafner, der også drev Regin i eksil. Fafner drog til en hule, hvor han kunne gemme sit guld. Ringen forvandlede ham her til en grisk drage, som til sin død vogtede over guldet.